# Bjørn Berge

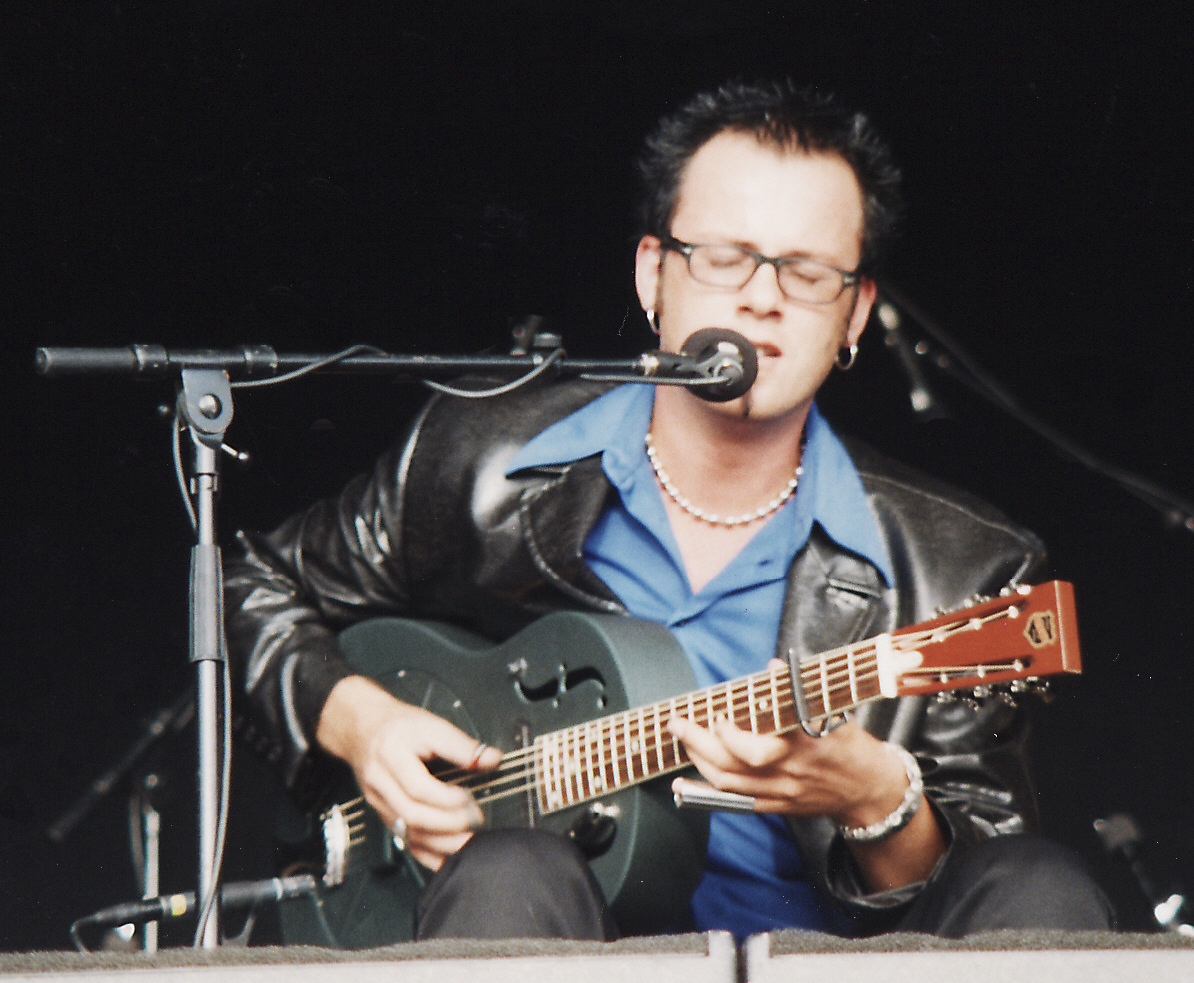
Bjørn Berge auf dem Notodden Blues Festival 1999

Bjørn Berge (* 23. September 1968 in Sveio) ist ein norwegischer Blues-Gitarrist.

## Leben
Berges erstes Soloalbum erschien im Jahr 1999 unter dem Titel Blues Hit Me. Er tourte unter anderem durch Dänemark, Belgien, die Niederlande, England und Frankreich und wurde zweimal mit dem renommierten norwegischen Musikpreis Spellemannprisen in der Kategorie Blues ausgezeichnet. Im Jahre 2001 erhielt er den Preis für sein Album Stringmachine, im darauffolgenden Jahr für sein Album Illustrated Man. In Frankreich hatte er 2005 mit seinem Album St. Slide größeren Erfolg und konnte mehr als 10.000 Kopien absetzen. Im Jahr 2007 wurde er mit seinem Album I'm the Antipop ein weiteres Mal für den Spellemannprisen nominiert.
Zwischen 2014 und 2019 war Berge Mitglied der Haugesunder Band Vamp.

## Auszeichnungen
- 2002: Spellemannprisen 2002 für das Album Illustrated Man
- 2001: NBFs Bluespris
- 2001: Spellemannprisen 2001 für das Album Stringmachine
- 1998: Musiktalent des Jahres der Tageszeitung Dagbladet

## Diskografie

### Alben
| Jahr | Titel              | Höchstplatzierung, Gesamtwochen, AuszeichnungChartsChartplatzierungen (Jahr, Titel, Platzierungen, Wochen, Auszeichnungen, Anmerkungen) | Anmerkungen |
| Jahr | Titel              | NO | Anmerkungen |
| ---- | ------------------ | --- | ----------- |
| 2000 | Bag of Nails       | NO19 (2 Wo.)NO |             |
| 2001 | Stringmachine      | NO36 (1 Wo.)NO |             |
| 2002 | Illustrated Man    | NO11 (3 Wo.)NO |             |
| 2004 | St. Slide          | NO39 (1 Wo.)NO |             |
| 2006 | We’re Gonna Groove | NO25 (3 Wo.)NO |             |
| 2007 | I’m The Antipop    | NO26 (2 Wo.)NO |             |
| 2009 | Fretwork           | NO37 (2 Wo.)NO |             |
| 2011 | Blackwood          | NO15 (3 Wo.)NO |             |
| 2013 | Mad Fingers Ball   | NO19 (3 Wo.)NO |             |

Weitere Alben
- Bjørn Berge (1997)
- Blues Hit Me (1999)
- Live in Europe (2008)
- Who Else? (2019)

### Singles
- Minutes (2004)
- Ace of Spades (2004)
- Give It Away (2002)
- Cypress Grove (2002)
- Keep Your Lamp Trimmed and Burning (2002)
- Someday (2002)
- Rolling Gambler (1999)

### Berge/Flaaten
- Trad. Blues with Harmonica and Guitar (1994)
- We Can't Be Satisfied (199?)

### Mit Vamp
- Populas (2015)
- La la la (2017)

### Alben mit anderen Künstlern
- Diverse Künstler: Roots – Paul Harvey Presents the Six Sessions (2011)
- Tramas & Nobadi: Stereotypes (2010)
- Pakkers: La hammeren slå (2010)
- Diverse Künstler: Fight Apathy (2009)
- Prince Tribute: Shockadelica – 50th Anniversary Tribute to the Artist Known as Prince (2008)
- Capt. Kane & Big Trouble: Where I Stand (2007)
- Finn Kalvik: Komplett klassisk Kalvik (2007)
- Finn Kalvik: Klassisk Kalvik II (2005)
- Diverse Künstler: Blue Mood 1996-2004 (2004)
- Diverse Künstler: Sonet Distribusjon Sampler 2004 (2004)
- Kristin Berglund: Where's the Soul Gonna Go (2002)
- Diverse Künstler: Absolute Norsk II (2000)
- Diverse Künstler: Blue Moods – Not Just Another Blues Compilation (1999)
- T.I.’s Blue Master: T.I.’s Blue Master (1993)